# Кашина, Надежда Васильевна
Надежда Васильевна Кашина (19 августа 1896, Пермь — 11 августа 1977, Ташкент) — советская художница-живописец и график, член Союза художников СССР.

## Биография
Родилась 19 августа 1896 года в Перми, в семье художника-иконописца.
В 1920 году училась в Пермском народном художественном училище (художественный руководитель — Адриан Каплун).
В 1921—1927 годах училась во ВХУТЕМАСе — ВХУТЕИНе в Москве под руководством Сергея Герасимова, Александра Куприна, Роберта Фалька.
В 1928 году была отправлена «Главискусством» в командировку в Узбекскую ССР, а в дальнейшем там и проживала.
Эта страна уже неодолимо влекла меня. Мне казалось, только там могу найти материал для декоративных решений, наметившихся в дипломных работах. Ее пылающий цвет, яркий свет уже жили в моем воображении. Первая поездка в Узбекистан в 1928 году не разочаровала. Я нашла то, что искала, что мне маячило в каких-то сновидениях. Богатство цвета, пластика линий, типаж, сверкающее небо, бирюза куполов, смуглая кожа под синей чалмой, в руках сноп изумрудного клевера на фоне красного халата. После третьей поездки я связала свою судьбу с Узбекистаном
— Кашина Надежда Васильевна
В 1929 году в Москве принимала участие в выставке художников группы «13».
В 1928—1930 годах была членом-организатором художественного общества «Рост» и принимала участие в выставке этого объединения в 1929 году.
В 1964 году получила звание Народного художника Узбекской ССР.
Умерла 11 августа 1977 года в Ташкенте, похоронена на Боткинском кладбище Ташкента.

### Семья
- младшая сестра Нина Васильевна Кашина (1903—1985), художница.

## Творчество
Писала тематические картины, посвященные жизни советского Узбекистана: «Скачки» (1928), «Сдача хлопка» (1930), «Переправа через Сыр-Дарью», «Женщины в колхозе — большая сила» (1936), «Фархад строитель» (1939), «На освобожденной земле» (1942), «Девушка с бубном» (1945), «Успех звена» (1948), «Обеденный перерыв» (1949), «Урожай в колхозе» (1953; совместно с З. Иногамовым), «Степь зовет» (1954), «Щедрое лето», «Италия в Хумсане» (обе — 1957), «На целине» (1960), «Клубный день» (1961), «Дорога в сады» (1965). Исполнила живописные произведения по мотивам поэм Низами и А. Навои. Автор натюрмортов: «Вечернее окно» (1937), «Подсолнух» (1939), «Фрукты», «Груши» (оба — 1946), «Черешня» (1948), «Весенние розы» (1958), «Керамика», «Гладиолусы» (оба — 1963).
В годы войны стала автором плакатов: «Страна на фронт бойца зовет — иди подруга на завод» (1941), «Я отомщу за тебя, брат» (1942), «Героем будь!» (1944); после войны — «Право на образование» (1950), «Лейся песня над Родиной нашей» (1954), «Дружба — это счастье» (1957), «Развернем всенародный поход на подъём хлопководства» (1970).
Совместно с Александром Кедриным выполнила керамическое панно «Колхозные работы» для павильона УзбССР на ВДНХ (1964).
Участвовала во множестве выставок как в СССР, так и за рубежом.
Работы художницы представлены в Третьяковской галерее, Русском музее, ГМИИ имени А. С. Пушкина, Астраханской картинной галерее, Государственном музее искусств народов Востока, Пермской государственной художественной галерее, Каракалпакском музее искусств имени И. В. Савицкого, Государственном музее искусств Узбекистана в Ташкенте, а также в частных собраниях.